# Église Saint-Paul-Saint-François-Xavier de Bordeaux
Pour les articles homonymes, voir Église Saint-Paul.
L'église Saint-Paul-Saint-François-Xavier, communément appelée Saint-Paul, est une église française du XVIIe siècle, située dans le centre-ville de Bordeaux, dans le département de la Gironde et la région Nouvelle-Aquitaine. Elle est affectée depuis sa construction au culte catholique.
Elle fait l’objet d'un classement au titre des monuments historiques depuis 18 décembre 1997.

## Histoire
Vers la fin du XVIe siècle, les Jésuites s’installent à Bordeaux pour y mettre en place un collège dans l’ancien prieuré Saint-James, à la place du lycée Montaigne actuel. Ce collège disposait d’une grande chapelle, la Madeleine, et servait d’accueil aux pèlerins de Compostelle, ainsi qu’aux enfants abandonnés.
En 1607, un noviciat est fondé à Bordeaux, l’un des plus grands de France après ceux d’Avignon et de Toulouse. Installé initialement rue du Hâ, il se déplace par la suite près de l’église Sainte-Croix.
Sous la direction du frère Mathurin Biziou, architecte, et grâce aux dons d’Olive de Lestonnac, propriétaire du Château Margaux, l’église Saint-Paul est édifiée entre 1661 et 1673. Le 22 mai 1676, elle est consacrée à Saint François Xavier par Mgr Henri de Béthune, alors archevêque de Bordeaux.
Le maître-autel est de construction plus tardive, ayant été réalisé entre 1741 et 1748 par les sculpteurs Guillaume Coustou (fils) et Pierre Vernet. Ce maître-autel, représentant l'apothéose de Saint François Xavier, fut sauvé des destructions iconoclastes de la Révolution grâce à des fidèles qui coiffèrent le saint d'un bonnet phrygien, lui firent une moustache avec du charbon et lui placèrent entre les mains une hache et une lance. Ce remarquable ouvrage fut alors sauvé par son aspect ridicule.

## Architecture

### Ensemble de l’édifice
L’architecture de l'église Saint-Paul est typique du style baroque de la Contre-Réforme. Longue de 45 mètres et large de 19, dotée de voûtes en arcs doubleaux, elle est agrémentée de plusieurs chapelles latérales, peu profondes mais larges. À l’origine, une coupole devait s'élever à la croisée du transept et de la nef; cependant, faute de moyens, elle ne put être réalisée.
Elle dérive de l’église du Saint-Nom-de-Jésus située à Rome, qui est l’église mère de la Compagnie de Jésus ainsi que de l’église Saint-Paul-Saint-Louis de Paris, construite à la même époque par les architectes Étienne Martellange et François Derand, frères jésuites.

### Le retable
Le maître-autel est l’œuvre de deux sculpteurs :
- Le Parisien  Guillaume Coustou (fils)
- Le Bordelais Pierre Vernet

L’ensemble, composé de l’autel, du tabernacle, du fond du chœur et du baldaquin, est de forme complexe, mais garde une certaine cohérence stylistique.
L’élément essentiel de cette œuvre est l’apothéose de Saint François Xavier, missionnaire jésuite du XVIe siècle, sculptée par Guillaume Coustou, alors âgé de 28 ans, ainsi que l’autel et le tabernacle en marbre vert. Pierre Vernet réalisa, quant à lui, le décor en marbre rouge du Languedoc et le baldaquin. Ce dernier est composé de quatre colonnes avec deux pilastres, le tout surmonté de chapiteaux corinthiens.

### Le lustre
En 2007, les dominicains occupant le couvent firent appel au sculpteur Jean-François Buisson pour installer un lustre métallique au croisement de la nef et du transept. Ce lustre crée ainsi une source de lumière artificielle en lieu et place de la coupole qui n’a jamais été construite et qui aurait dû être un puits de lumière naturel.
Jean-François Buisson réalisa un imposant lustre de métal et de verre, composé d’une sphère centrale autour de laquelle semblent graviter sept autres éléments. Les lumières du lustre peuvent changer de couleur et s’adaptent alors aux temps liturgiques.

## Informations diverses

### Vie paroissiale
Depuis 1992, ce sont les dominicains de la province de Toulouse qui desservent l’église Saint-Paul et le couvent adjacent.

## Galerie

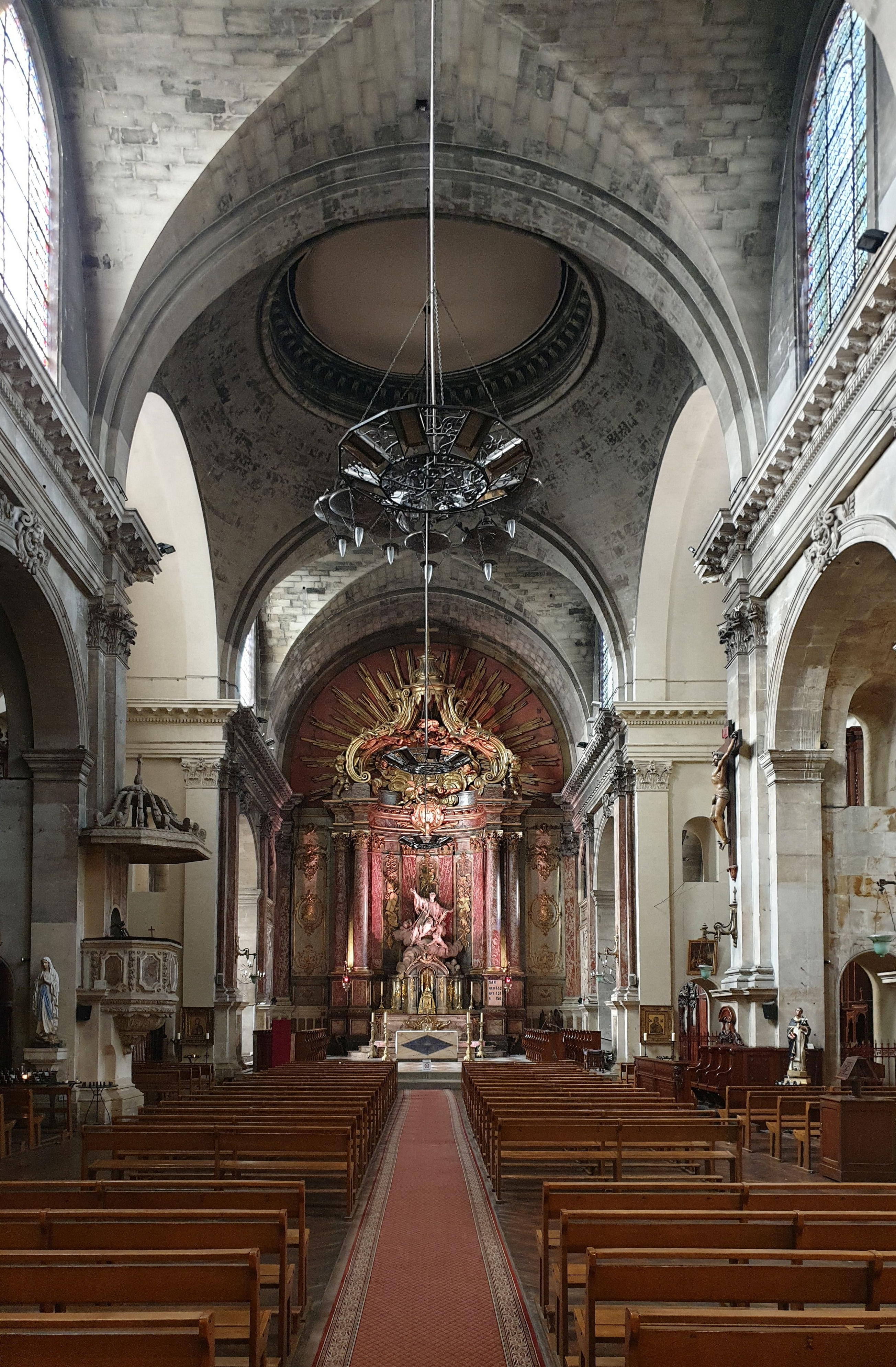
La nef.
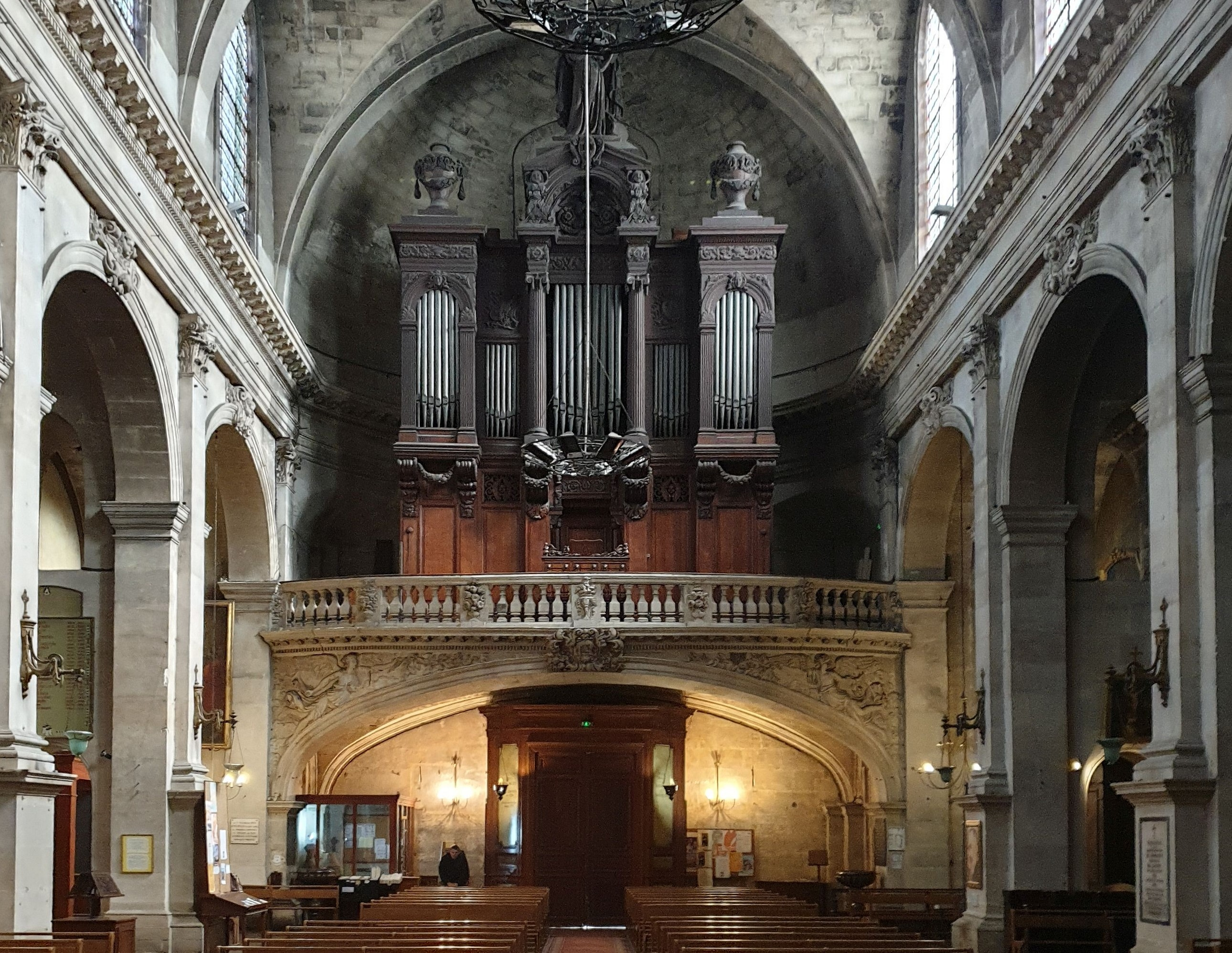
L'orgue.
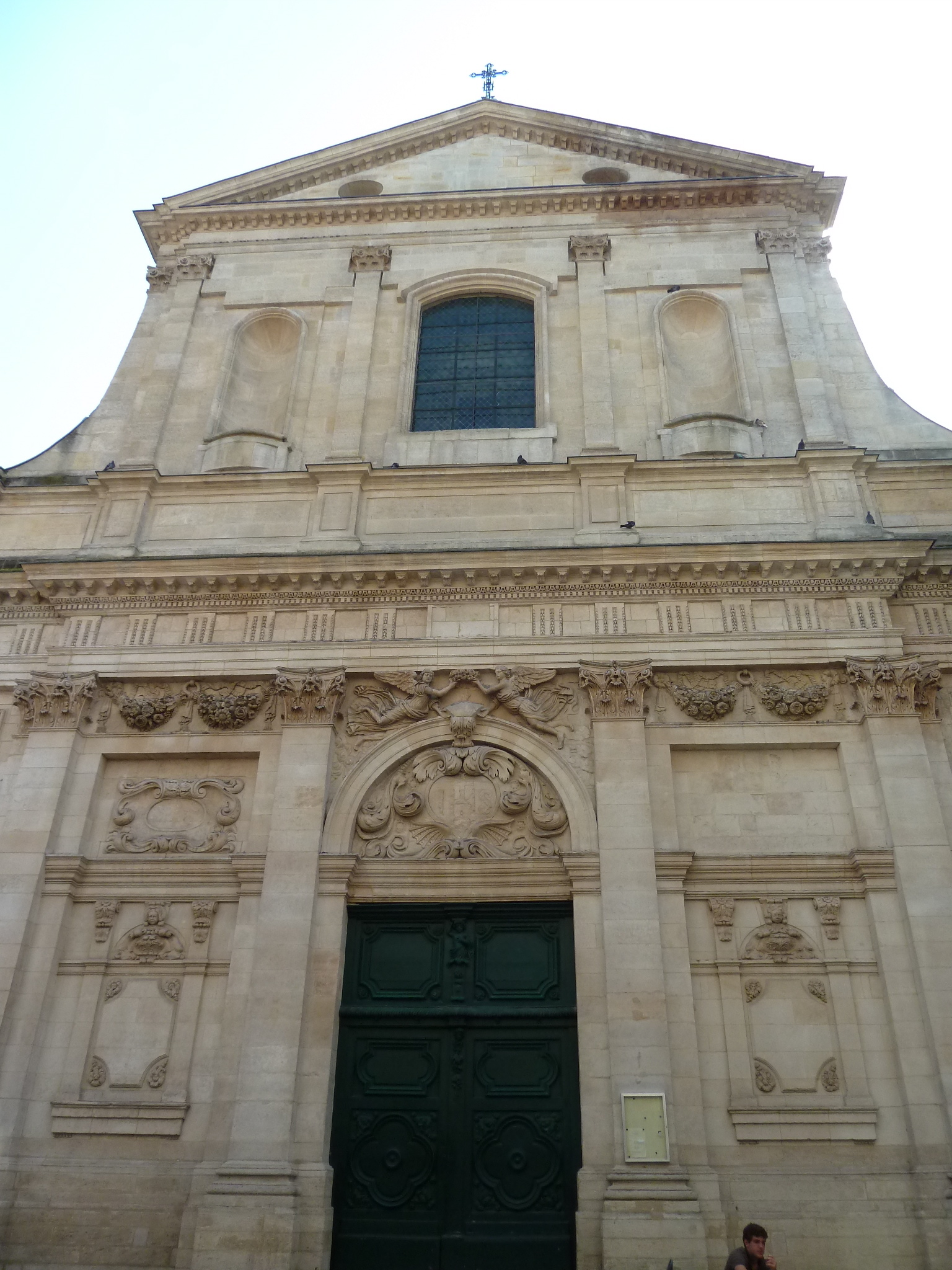
La façade.
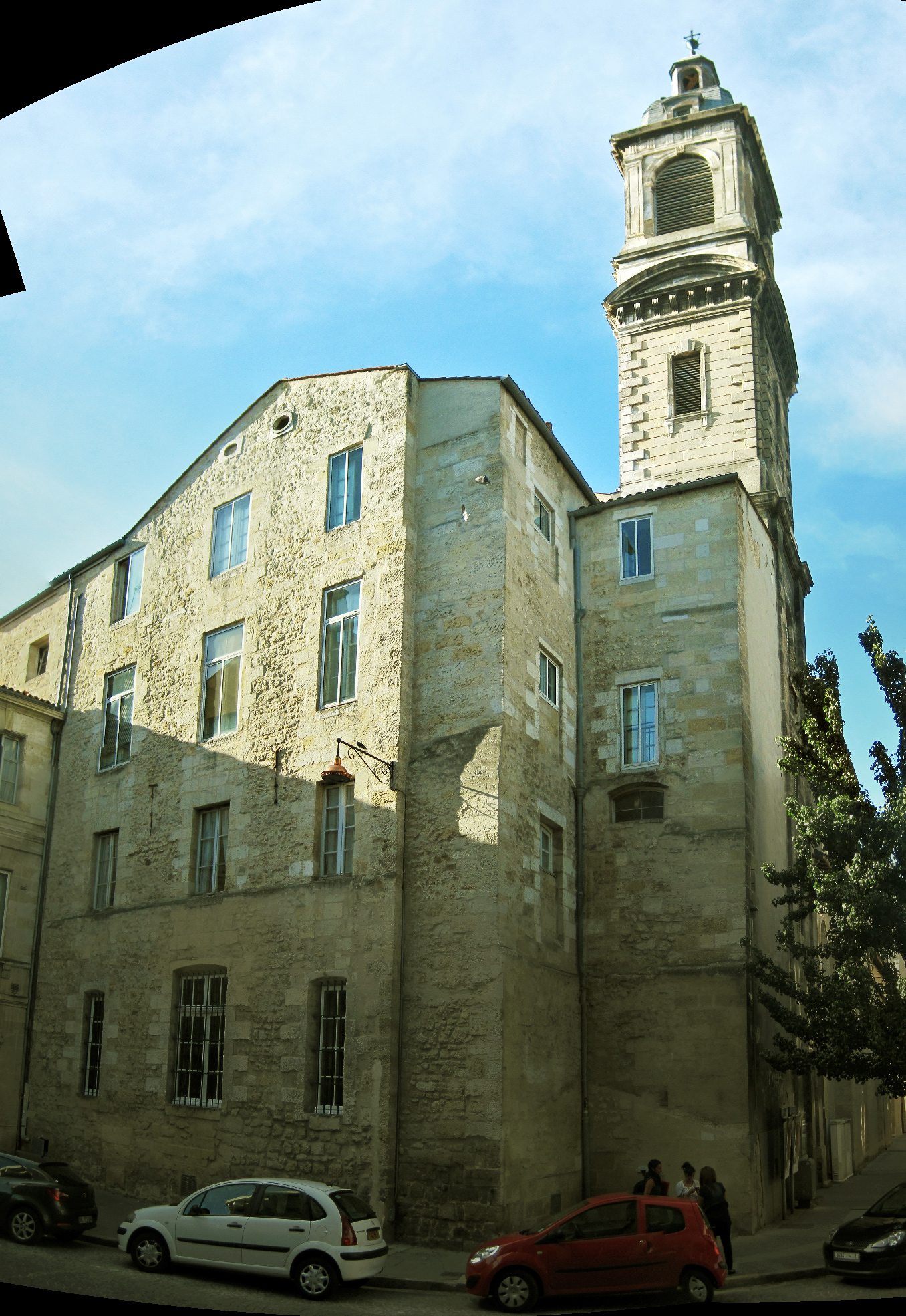
Le clocher.
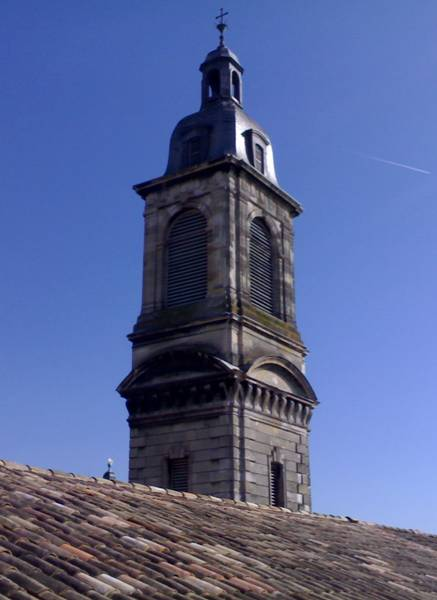
Le clocher.